# كورغان (علم الآثار)

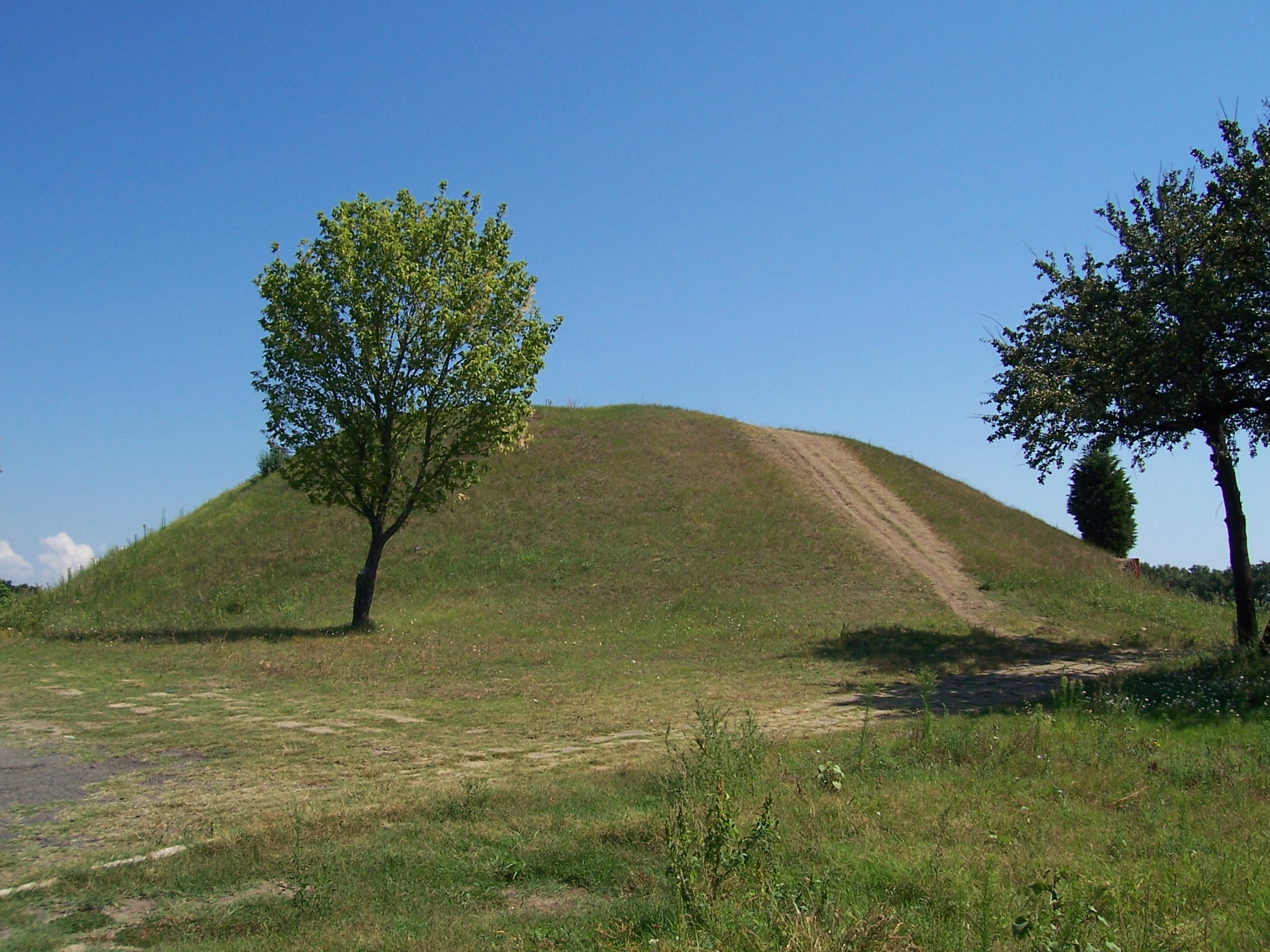
كورغان في بلغاريا يعود إلى فترة الحضارة التراقية.

كورغان (بالإنجليزية: Kurgan)‏ هو اسم يستخدم في مصطلحات علم الآثار للإشارة إلى الجثوة أو التل الجنائزي أو تلال الدفن التي تُبنى فوق قبر وتتميز غالبًا باحتوائها على جثة بشرية واحدة، بالإضافة إلى أواني قبورية وأسلحة وخيول. غالباً ما تبنى هذه التشكيلات من تكويم التراب والحجارة فوق القبور، وغالباً من الخشب.
يعود تاريخ أقدم التلال إلى الألفية الرابعة قبل الميلاد في القوقاز، ويربط بعض الباحثين هذه التلال بالهنود الأوربيون البدائيون. بُنيت تلال الكورغان في العصر النحاسي، والعصر البرونزي، والعصور الكلاسيكية القديمة، والعصور الوسطى، مع وجود تقاليد قديمة لا تزال نشطة في جنوب سيبيريا وآسيا الوسطى.

## الاسم
الاسم مأخوذ من الكلمة الروسية Курга́н.

## اقرأ أيضاً
- جثوة.
- ثقافة كورغان.